# Mutiu Adepoju
Mutiu Adepoju (Ibadan, 22 dicembre 1970) è un dirigente sportivo ed ex calciatore nigeriano, di ruolo centrocampista.
Ha giocato per vari club europei, prevalentemente in Spagna, negli anni novanta e 2000 e ha giocato tre Mondiali con la Nigeria.

## Carriera

### Club
Ha lasciato la natia Nigeria nel 1989 per unirsi al Castilla, la squadra riserve del Real Madrid. Si è trasferito al Racing Santander, dove ottiene il posto di titolare; lasciato il club di Santander per la Real Sociedad, fatica a trovare spazio e decide di cambiare club, iniziando a girare per l'Europa, a Cipro e in Turchia, giocando una stagione ai sauditi dell'Al-Ittihad. Si è ritirato dopo due stagioni in club delle divisioni inferiori spagnole.

### Nazionale
Ha giocato 49 volte segnando 5 gol per la nazionale di calcio della Nigeria. Ha debuttato nell'agosto del 1990, giocando i mondiali di Stati Uniti 1994 e Francia 1998 e venendo incluso nella lista dei convocati per Corea del Sud-Giappone 2002, senza però mai scendere in campo.

### Dopo il ritiro
Attualmente ricopre l'incarico di presidente nel club nigeriano dello Shooting Stars.

## Palmarès
- Campionato saudita: 1

Al-Ittihad: 2000-2001
- Coppa della Corona del Principe saudita: 1

Al-Ittihad: 2001